# Erebostrota ochra
Erebostrota ochra är en fjärilsart som beskrevs av Paul Dognin 1912. Erebostrota ochra ingår i släktet Erebostrota och familjen nattflyn. Inga underarter finns listade i Catalogue of Life.